# Detlev Grabs
Detlev Grabs (* 29. Oktober 1960 in Berlin) ist ein ehemaliger Schwimmsportler aus der DDR. Er ist Professor an der Université du Québec.

## Leben
Detlev Grabs gewann seinen ersten DDR-Meistertitel 1977 mit der 4-mal-200-Meter-Freistilstaffel des SC Dynamo Berlin. Im gleichen Jahr erschwamm Grabs bei den Europameisterschaften in Jönköping seine erste internationale Medaille, als die 4-mal-200-Meter-Freistilstaffel mit Rainer Strohbach, Roger Pyttel, Detlev Grabs und Frank Pfütze den dritten Platz hinter den Staffeln aus der UdSSR und aus der BRD belegte. Im Jahr darauf belegte er mit der 4-mal-200-Meter-Freistilstaffel den sechsten Platz bei den Schwimmweltmeisterschaften 1978. Seine einzigen Meistertitel auf einer Individualstrecke gewann Grabs 1979, als er über 200 Meter und über 400 Meter Freistil gewann. Bei den Olympischen Spielen 1980 in Moskau schied Grabs über 200 Meter und über 400 Meter Freistil im Vorlauf aus. Die 4-mal-200-Meter-Freistilstaffel in der Besetzung Frank Pfütze, Jörg Woithe, Detlev Grabs und Rainer Strohbach gewann die Silbermedaille hinter der sowjetischen Staffel und vor den Brasilianern.
Von 1984 bis 1990 studierte Grabs Medizin an der Humboldt-Universität zu Berlin. Nach der Promotion war er bis 1997 Assistent am Institut für Anatomie. Von 1997 bis 2007 war Grabs Assistenzprofessor an der Schweizer Universität Freiburg. Seit 2007 ist er Professor für Anatomie und Biochemie an der Université du Québec in Trois-Rivières.